# Nombres de Catalan
| n  | {\displaystyle C_{n}\,} |
| -- | ----------------------- |
| 0  | 1                       |
| 1  | 1                       |
| 2  | 2                       |
| 3  | 5                       |
| 4  | 14                      |
| 5  | 42                      |
| 6  | 132                     |
| 7  | 429                     |
| 8  | 1.430                   |
| 9  | 4.862                   |
| 10 | 16.796                  |
| 11 | 58.786                  |
| 12 | 208.012                 |
| 13 | 742.900                 |
| 14 | 2.674.440               |
| 15 | 9.694.845               |
| 16 | 35.357.670              |
| 17 | 129.644.790             |
| 18 | 477.638.700             |
| 19 | 1.767.263.190           |
| 20 | 6.564.120.420           |
| 21 | 24.466.267.020          |
| 22 | 91.482.563.640          |
| 23 | 343.059.613.650         |
| 24 | 1.289.904.147.324       |
| 25 | 4.861.946.401.452       |

En combinatòria, els  nombres de Catalan  formen una seqüència de nombres naturals que apareix en diversos problemes de recompte que habitualment són recursius. Obtenen el seu nom del matemàtic belga Eugène Charles Catalan (1814-1894), tot i que ell els va anomenat nombres de Segner (en honor del matemàtic Johann Andreas Segner) i malgrat que, abans de Segner, ja havien estat estudiats per Leonard Euler i per Minggatu.
L' n -èsim nombre de Catalan s'obté, aplicant coeficients binomials, a partir de la següent fórmula: 
{\displaystyle C_{n}={\frac {1}{n+1}}{2n \choose n}={\frac {(2n)!}{(n+1)!\,n!}}\qquad {\mbox{amb }}n\geq 0.}

## Propietats
Una expressió alternativa per Cn és 
{\displaystyle C_{n}={2n \choose n}-{2n \choose n-1}\quad {\mbox{amb }}n\geq 1.}
Aquesta altra expressió mostra que  C    n   és un nombre natural, la qual cosa no resulta òbvia  a priori  mirant la primera fórmula donada.
Els nombres de Catalan satisfan la següent relació de recurrència: 
{\displaystyle C_{0}=1\quad {\mbox{i}}\quad C_{n+1}=\sum _{i=0}^{n}C_{i}\,C_{n-i}\quad {\mbox{amb }}n\geq 0.}
I també satisfan: 
{\displaystyle C_{0}=1\quad {\mbox{i}}\quad C_{n+1}={\frac {2(2n+1)}{n+2}}C_{n},}
que pot ésser una forma més eficient de calcular-los.
L'expressió en forma de recursió, seria: 
{\displaystyle C_{n}={\begin{cases}{\mbox{si }}n=0&\Rightarrow 1\\{\mbox{si }}n>0&\Rightarrow {\cfrac {2(2n-1)}{n+1}}\,C_{n-1}\end{cases}}}
Asimptòticament, els nombres de Catalan creixen com: 
{\displaystyle C_{n}\sim {\frac {4^{n}}{n^{3/2}{\sqrt {\pi }}}}}
considerant que el quocient entre l' n -èsim nombre de Català i l'expressió de la dreta tendeix cap 1 quan  n  → ∞ (això es pot provar fent ús de la fórmula de Stirling).

## Aplicacions en combinatòria
Hi ha múltiples problemes de combinatòria on la solució la donen els nombres de Catalan. El llibre  Enumerative Combinatorics: Volume 2 de Richard P. Stanley conté un conjunt d'exercicis que descriuen 66 interpretacions diferents dels nombres de Catalan. Aquí es mostren alguns exemples, amb il·lustracions per al cas C₃ = 5.
- Cn  és el nombre de paraules de Dyck de longitud 2n. Una paraula de Dyck és una cadena de caràcters que consisteix en  n  X's i  n  Y's de manera que no hi hagi cap segment inicial que tingui més Y's que X's. Per exemple, el següent són les paraules de Dyck de longitud 6:

- Reinterpretar el símbol X com un parèntesi obert i la Y com un parèntesi tancat, Cn compta el nombre d'expressions que contenen n parells de parèntesis correctament col·locats:

- Cn  és el nombre de formes diferents d'agrupar n+1 factors mitjançant parèntesis (o el nombre de formes d'associar n aplicacions d'un operador binari). Per  n  = 3 per exemple, tenim les següents cinc formes diferents d'agrupar els quatre factors:

- Les aplicacions successives d'un operador binari es poden representar amb un arbre binari. En aquest cas, Cn és el nombre d'arbres binaris d'n+1 fulles, en els quals cada node té zero o dos fills:

- Cn és el nombre de camins monòtons que es poden traçar a través de les línies d'una malla de n × n cel quadrades, de manera que mai es creuï la diagonal. Un camí monòton és aquell que comença a la cantonada inferior esquerra i acaba a la part superior dreta, i consisteix únicament en trams que apunten cap amunt o cap a la dreta. El recompte d'aquests camins és equivalent a comptar paraules de Dyck: X significa "moure's a la dreta" i Y significa "moure's amunt". Els següents diagrames mostren el cas n = 3:

- Cn és el nombre de formes diferents de tallar un polígon convex d' n +2 costats a triangles connectant vèrtexs amb línies rectes sense que cap es talli. La següent figura il·lustra el cas dels polígons de 5 costats, quan  n  = 3: